# Temporada 1963 del Campeonato del Mundo de Motociclismo
La temporada de 1963 del Campeonato del Mundo de Motociclismo fue la 15.º edición del Campeonato Mundial de Motociclismo.

## Calendario y resultados
| Ronda | Fecha            | Gran Premio                      | Circuito             | Ganador 50cc         | Ganador 125cc  | Ganador 250cc     | Ganador 350cc | Ganador 500cc |          |
| ----- | ---------------- | -------------------------------- | -------------------- | -------------------- | -------------- | ----------------- | ------------- | ------------- | -------- |
| 1     | 6 de mayo        | Gran Premio de España            | Circuito de Montjuïc | Hans-Georg Anscheidt | Luigi Taveri   | Tarquinio Provini |               |               | Artículo |
| 2     | 26 de mayo       | Gran Premio de Alemania          | Hockenheimring       | Hugh Anderson        | Ernst Degner   | Tarquinio Provini | Jim Redman    |               | Artículo |
| 3     | 2 de junio       | Gran Premio de Francia           | Circuito de Charade  | Hans-Georg Anscheidt | Hugh Anderson  |                   |               |               | Artículo |
| 4     | 12 de junio      | TT Isla de Man                   | Snaefell Mountain    | Mitsuo Itoh          | Hugh Anderson  | Jim Redman        | Jim Redman    | Mike Hailwood | Artículo |
| 5     | 29 de junio      | Gran Premio de los Países Bajos  | TT Circuit Assen     | Ernst Degner         | Hugh Anderson  | Jim Redman        | Jim Redman    | John Hartle   | Artículo |
| 6     | 7 de julio       | Gran Premio de Bélgica           | Spa-Francorchamps    | Isao Morishita       | Bert Schneider | Fumio Ito         |               | Mike Hailwood | Artículo |
| 7     | 10 de agosto     | Gran Premio del Úlster           | Dundrod Circuit      |                      | Hugh Anderson  | Jim Redman        | Jim Redman    | Mike Hailwood | Artículo |
| 8     | 18 de agosto     | Gran Premio de Alemania del Este | Sachsenring          |                      | Hugh Anderson  | Mike Hailwood     | Mike Hailwood | Mike Hailwood | Artículo |
| 9     | 1 de septiembre  | Gran Premio de Finlandia         | Circuito de Tampere  | Hans-Georg Anscheidt | Hugh Anderson  |                   | Mike Hailwood | Mike Hailwood | Artículo |
| 10    | 15 de septiembre | Gran Premio de las Naciones      | Monza                |                      | Luigi Taveri   | Tarquinio Provini | Jim Redman    | Mike Hailwood | Artículo |
| 11    | 6 de octubre     | Gran Premio de Argentina         | Buenos Aires         | Hugh Anderson        | Jim Redman     | Tarquinio Provini |               | Mike Hailwood | Artículo |
| 12    | 10 de noviembre  | Gran Premio de Japón             | Suzuka Circuit       | Luigi Taveri         | Frank Perris   | Jim Redman        | Jim Redman    |               | Artículo |

## Resultados

### 500cc[2]
| Pos. | Piloto               | Moto               | MAN | HOL | BEL | ULS | RDA | FIN | NAC | ARG | Pts.    |
| ---- | -------------------- | ------------------ | --- | --- | --- | --- | --- | --- | --- | --- | ------- |
| 1    | Mike Hailwood        | MV Agusta          | 1   | Ret | 1   | 1   | 1   | 1   | 1   | 1   | 40 (56) |
| 2    | Alan Shepherd        | Matchless          | Ret | 3   | 3   | 4   | 3   | 2   |     | Ret | 21      |
| 3    | John Hartle          | Gilera             | 2   | 1   |     | 2   | Ret | Ret |     |     | 20      |
| 4    | Phil Read            | Gilera             | 3   | 2   | 2   | Ret |     |     | Ret |     | 16      |
| 5    | Fred Stevens         | Norton             | 6   | 5   | 4   | 7   |     | 4   | 3   |     | 13      |
| 6    | Mike Duff            | Matchless          | 4   |     |     | 6   | 4   | 3   |     |     | 11      |
| 7    | Derek Minter         | Gilera             |     |     |     | 3   | 2   |     | Ret |     | 10      |
| 8    | Jack Findlay         | Matchless          | Ret | Ret | 9   | Ret | 5   |     | 2   |     | 8       |
| 9    | Jorge Kissling       | Norton             |     |     |     |     |     |     |     | 2   | 6       |
| 10   | Jack Ahearn          | Norton             | 9   | 4   | 5   | Ret |     |     | Ret |     | 5       |
| 11   | Benedicto Caldarella | Matchless          |     |     |     |     |     |     |     | 3   | 4       |
| 12   | Bill Smith           | Matchless / Norton | 8   |     |     |     |     |     | 4   |     | 3       |
| 13   | Victorio Minguzzi    | Matchless          |     |     |     |     |     |     |     | 4   | 3       |
| 14   | Syd Mizen            | Norton / Matchless | 13  | 8   | 7   | Ret |     | 5   |     |     | 2       |
| 15   | Ladislaus Richter    | Norton             |     | Ret |     |     | Ret |     | 5   |     | 2       |
| 16   | Joe Dunphy           | Norton             | 5   |     |     | 8   |     |     |     |     | 2       |
| 17   | Ralph Bryans         | Norton             |     |     |     | 5   |     |     |     |     | 2       |
| =    | Fabián Villaverlran  | Norton             |     |     |     |     |     |     |     | 5   | 2       |
| 19   | Nikolai Sevostianov  | CKB                |     | 12  | Ret |     |     | 6   |     |     | 1       |
| 20   | Sven-Olof Gunnarsson | Norton             | 14  | 6   | Ret |     |     | Ret |     |     | 1       |
| 21   | Gyula Marsovszky     | Matchless          | Ret |     | 6   |     |     |     | Ret |     | 1       |
| 22   | Horacio Costas       | Norton             |     |     |     |     |     |     |     | 6   | 1       |
| =    | Vernon Cottle        | Norton             |     |     |     |     | 6   |     |     |     | 1       |
| =    | Vasco Loro           | Norton             |     |     |     |     |     |     | 6   |     | 1       |
| 25   | Raymond Shaw         | Matchless          | 32  | 10  |     |     |     |     | 7   |     | 0       |
| 26   | Morry Low            | Matchless          | 12  | 7   | Ret |     |     |     |     |     | 0       |
| 27   | Ian Burne            | Norton             | 21  |     | Ret |     | 7   |     |     |     | 0       |
| 28   | Anssi Resko          | Matchless          |     |     |     |     | Ret | 7   |     |     | 0       |
| =    | Paddy Driver         | Matchless          | 7   |     |     |     |     |     | Ret |     | 0       |
| 30   | Dan Shorey           | Matchless          |     | Ret | 11  |     | 8   |     | Ret |     | 0       |
| 31   | Roy Ingram           | Norton             |     |     | 8   | Ret | Ret |     |     |     | 0       |
| 32   | Othmar Drixl         | Norton             |     |     |     |     |     |     | 8   |     | 0       |
| =    | Hannu Kuparinen      | Norton             |     |     |     |     |     | 8   |     |     | 0       |
| 34   | Billy McCosh         | Matchless          | 19  |     |     | 9   |     |     |     |     | 0       |
| 35   | Walter Scheimann     | Norton             | Ret | 9   | Ret |     |     |     |     |     | 0       |
| 36   | Bo Granath           | Matchless          | Ret |     |     |     |     | 9   |     |     | 0       |
| 37   | György Kurucz        | Norton             |     |     |     |     | 9   |     |     |     | 0       |
| =    | Alberto Picca        | Gilera             |     |     |     |     |     |     | 9   |     | 0       |
| 39   | Ellis Boyce          | Norton             | 10  |     |     | 13  |     |     |     |     | 0       |
| 40   | Roy Robinson         | Norton             |     |     | 17  |     | 10  |     |     |     | 0       |
| =    | Derek Woodman        | Matchless          | 17  |     |     | 10  |     |     |     |     | 0       |
| 42   | Ginger Molloy        | Matchless          |     |     | 10  |     |     |     |     |     | 0       |
| =    | Tauno Nurmi          | Norton             |     |     |     |     |     | 10  |     |     | 0       |
| =    | Renzo Rossi          | Norton             |     |     |     |     |     |     | 10  |     | 0       |
| 45   | Dick Creith          | Norton             |     |     |     | 11  |     |     |     |     | 0       |
| =    | Karl Recktenwald     | Norton             |     | 11  |     |     |     |     |     |     | 0       |
| =    | Brian Setchell       | Norton             | 11  |     |     |     |     |     |     |     | 0       |
| =    | Antero Ventoniemi    | Norton             |     |     |     |     |     | 11  |     |     | 0       |
| 49   | Lothar John          | Norton             |     | Ret | 12  |     |     |     |     |     | 0       |
| 50   | Stuart Graham        | Matchless          |     |     |     | 12  |     |     |     |     | 0       |
| 51   | Ron Robinson         | Norton             | 33  |     | 13  |     |     |     |     |     | 0       |
| 52   | John Somers          | Norton             |     | 13  |     |     |     |     |     |     | 0       |
| 53   | Alf Shaw             | Norton             | 26  |     |     | 14  |     |     |     |     | 0       |
| 54   | Joop Vogelzang       | Norton             |     | Ret | 14  |     |     |     |     |     | 0       |
| 55   | Michael McStay       | Norton             | 15  |     |     |     |     |     |     |     | 0       |
| =    | Tommy Holmes         | Matchless          |     |     |     | 15  |     |     |     |     | 0       |
| 57   | Ronald Föll          | Matchless          | 16  |     |     |     | Ret | Ret | Ret |     | 0       |
| 58   | Patsy McGarrity      | Matchless          |     |     |     | 16  |     |     |     |     | 0       |
| =    | Jüri Randla          | CKB                |     |     | 16  |     |     |     |     |     | 0       |
| 60   | Jimmy Jones          | Norton             |     |     |     | 17  |     |     |     |     | 0       |
| 61   | Raymond Bogaerdt     | Norton             |     |     | 18  |     |     |     |     |     | 0       |
| =    | Louis Carr           | Matchless          | 18  |     |     |     |     |     |     |     | 0       |
| =    | Rollie Stallard      | Norton             |     |     |     | 18  |     |     |     |     | 0       |
| 64   | John Brown           | Norton             |     |     |     | 19  |     |     |     |     | 0       |
| 65   | Derek Llee           | Matchless          | 20  |     |     |     |     |     |     |     | 0       |
| =    | John Meneely         | Norton             |     |     |     | 20  |     |     |     |     | 0       |
| 67   | Pete Bettison        | Norton             | 22  |     |     |     |     |     |     |     | 0       |
| 68   | Billie Nelson        | Norton             | 23  |     |     |     |     |     |     |     | 0       |
| 69   | Peter Evans          | Norton             | 24  |     |     |     |     |     |     |     | 0       |
| 70   | Martyn Hayward       | Matchless          | 25  |     |     |     |     |     |     |     | 0       |
| 71   | Brian Walmsley       | Norton             | 27  |     |     |     |     |     |     |     | 0       |
| 72   | Bernie Marrier       | Norton             | 28  |     |     |     |     |     |     |     | 0       |
| 73   | John Simmonds        | Matchless          | 29  |     |     |     |     |     |     |     | 0       |
| 74   | Bob Ritchie          | Norton             | 30  |     |     |     |     |     |     |     | 0       |
| 75   | Don Ellis            | Matchless          | 31  |     |     |     |     |     |     |     | 0       |
| 76   | Jimmy Morton         | Matchless          | 34  |     |     |     |     |     |     |     | 0       |
| 77   | Colin Cross          | Norton             | 35  |     |     |     |     |     |     |     | 0       |
| 78   | Tony Heaton          | Norton             | 36  |     |     |     |     |     |     |     | 0       |
| 79   | Graham Dickson       | Matchless          | 37  |     |     |     |     |     |     |     | 0       |
| 80   | Stan Brassley        | Norton             | 38  |     |     |     |     |     |     |     | 0       |
| 81   | Robert Knott         | Norton             | 39  |     |     |     |     |     |     |     | 0       |
| 82   | Bill Wetzel          | Matchless          | 40  |     |     |     |     |     |     |     | 0       |
| 83   | Albert Moule         | Norton             | 41  |     |     |     |     |     |     |     | 0       |
| -    | Philippe Canoui      | Norton             |     |     |     |     | Ret |     | Ret |     | 0       |
| -    | Dennis Fry           | Norton             | Ret | Ret |     |     |     |     |     |     | 0       |
| -    | Edy Lenz             | Norton             | Ret | Ret |     |     |     |     |     |     | 0       |
| -    | František Šťastný    | Jawa               | Ret | Ret |     |     |     |     |     |     | 0       |
| -    | Veikko Sulasaari     | Norton             |     |     |     |     | Ret | Ret |     |     | 0       |
| -    | Ernst Weiss          | Norton             |     |     |     | Ret | Ret |     |     |     | 0       |
| -    | Dennis Ainsworth     | Matchless          |     | Ret |     |     |     |     |     |     | 0       |
| -    | Billy Andersson      | Norton             |     |     |     |     | Ret |     |     |     | 0       |
| -    | Monty Buxton         | Norton             | Ret |     |     |     |     |     |     |     | 0       |
| -    | Roly Capner          | BSA                | Ret |     |     |     |     |     |     |     | 0       |
| -    | Brian Carr           | Norton             | Ret |     |     |     |     |     |     |     | 0       |
| -    | Chris Conn           | Norton             |     |     |     | Ret |     |     |     |     | 0       |
| -    | John Courtney        | Norton             |     |     |     | Ret |     |     |     |     | 0       |
| -    | Giuseppe Dardanello  | Norton             |     |     |     |     |     |     | Ret |     | 0       |
| -    | Antonio de Simone    | Rudge              |     |     |     |     |     |     | Ret |     | 0       |
| -    | Brian Dennis         | BSA                | Ret |     |     |     |     |     |     |     | 0       |
| -    | Alan Dugdale         | Matchless          | Ret |     |     |     |     |     |     |     | 0       |
| -    | Anthony Fisher       | Norton             | Ret |     |     |     |     |     |     |     | 0       |
| -    | Jack Gow             | Triton             | Ret |     |     |     |     |     |     |     | 0       |
| -    | Don Haddow           | Matchless          | Ret |     |     |     |     |     |     |     | 0       |
| -    | Alan Harris          | Velocette          | Ret |     |     |     |     |     |     |     | 0       |
| -    | Endel Kiisa          | CKB                |     |     |     |     |     | Ret |     |     | 0       |
| -    | Pentti Lehtelä       | Norton             |     |     |     |     |     | Ret |     |     | 0       |
| -    | Colin Lyster         | Norton             |     |     |     |     | Ret |     |     |     | 0       |
| -    | Emanuele Maugliani   | Gilera             |     |     |     |     |     |     | Ret |     | 0       |
| -    | Pietro Mencaglia     | Norton             |     |     |     |     |     |     | Ret |     | 0       |
| -    | Raphaël Orinel       | Norton             |     |     | Ret |     |     |     |     |     | 0       |
| -    | Peter Preston        | Norton             | Ret |     |     |     |     |     |     |     | 0       |
| -    | Tarquinio Provini    | Moto Morini        |     |     |     |     |     |     |     | Ret | 0       |
| -    | George Purvis        | Matchless          |     |     |     | Ret |     |     |     |     | 0       |
| -    | Johnnie Rae          | Norton             | Ret |     |     |     |     |     |     |     | 0       |
| -    | Frank Reynolds       | Norton             | Ret |     |     |     |     |     |     |     | 0       |
| -    | William Sharp        | BSA                |     |     | Ret |     |     |     |     |     | 0       |
| -    | Jack Simpson         | Matchless          | Ret |     |     |     |     |     |     |     | 0       |
| -    | Vagn Stevnhoved      | Matchless          |     |     | Ret |     |     |     |     |     | 0       |
| -    | Rudi Thalhammer      | Norton             |     | Ret |     |     |     |     |     |     | 0       |
| -    | Angelo Tenconi       | Moto Guzzi         |     |     |     |     |     |     | Ret |     | 0       |
| -    | Ray Turkington       | Norton             |     |     |     | Ret |     |     |     |     | 0       |
| -    | Remo Venturi         | Bianchi            |     |     |     |     |     |     | Ret |     | 0       |
| -    | Tom Walker           | Norton             | Ret |     |     |     |     |     |     |     | 0       |
| -    | Benedetto Zambotti   | Norton             |     |     |     |     |     |     | Ret |     | 0       |
| Pos. | Piloto               | Moto               | MAN | HOL | BEL | ULS | RDA | FIN | NAC | ARG | Pts.    |

### 350cc[3]
| Pos. | Piloto               | Moto      | Pts. |
| ---- | -------------------- | --------- | ---- |
| 1    | Jim Redman           | Honda     | 32   |
| 2    | Mike Hailwood        | MV Agusta | 28   |
| 3    | Luigi Taveri         | Honda     | 16   |
| 4    | František Šťastný    | Jawa      | 7    |
| 5    | Gustav Havel         | Jawa      | 7    |
| 6    | Remo Venturi         | Bianchi   | 6    |
| =    | John Hartle          | Gilera    | 6    |
| =    | Alan Shepherd        | MZ        | 6    |
| 9    | Nikolai Sevostianov  | CKEB C360 | 5    |
| 10   | Mike Duff            | AJS       | 5    |
| 11   | Phil Read            | Gilera    | 4    |
| =    | Sven-Olof Gunnarsson | Norton    | 4    |
| =    | Tommy Robb           | Honda     | 4    |
| 14   | Jack Ahearn          | Norton    | 4    |
| 15   | Fred Stevens         | Norton    | 4    |
| 16   | Sid Mizen            | AJS       | 3    |
| =    | Pavel Slavícek       | Jawa      | 3    |
| 18   | Gilberto Milani      | Aermacchi | 2    |
| =    | Dan Shorey           | AJS       | 2    |
| 20   | Len Ireland          | Norton    | 1    |
| =    | Veikko Sulasaari     | Norton    | 1    |

### 250cc[4]
| Pos. | Piloto              | Equipo      | Pts. |
| ---- | ------------------- | ----------- | ---- |
| 1    | Jim Redman          | Honda       | 44   |
| 2    | Tarquinio Provini   | Morini      | 42   |
| 3    | Fumio Ito           | Yamaha      | 26   |
| 4    | Tommy Robb          | Honda       | 20   |
| 5    | Luigi Taveri        | Honda       | 13   |
| 6    | Alan Shepherd       | MZ          | 11৳  |
| 7    | Yoshikazu Sunako    | Yamaha      | 9    |
| 8    | Mike Hailwood       | MZ          | 8    |
| 9    | Kunimitsu Takahashi | Honda       | 7    |
| 10   | Bill Smith          | Honda       | 4    |
| =    | Umberto Masetti     | Moto Morini | 4    |
| =    | Phil Read           | Yamaha      | 4    |
| 13   | Stanislav Malina    | CZ          | 4    |
| 14   | Silvio Grassetti    | Benelli     | 3    |
| =    | Hiroshi Hasegawa    | Yamaha      | 3    |
| =    | László Szabó        | MMZ         | 3    |
| =    | Raúl Kissling       | NSU         | 3    |
| 18   | Jack Findlay        | FB Mondial  | 2    |
| =    | Ivan Schumann       | NSU         | 2    |
| 20   | Gilberto Milani     | Aermacchi   | 1    |
| =    | John Kidson         | Moto Guzzi  | 1    |
| =    | Cas Swart]          | Honda       | 1    |
| =    | Chris Anderson      | Aermacchi   | 1    |
| =    | Carlos Marfetan     | Parilla     | 1    |
| =    | Isamu Kasuya        | Honda       | 1    |

### 125cc[5]
| Pos. | Piloto               | Equipo       | Pts. |
| ---- | -------------------- | ------------ | ---- |
| 1    | Hugh Anderson        | Suzuki       | 54   |
| 2    | Luigi Taveri         | Honda        | 38   |
| 3    | Jim Redman           | Honda        | 35   |
| 4    | Frank Perris         | Suzuki       | 24   |
| 5    | Bert Schneider       | Suzuki       | 23   |
| 6    | Ernst Degner         | Suzuki       | 17   |
| 7    | Kunimitsu Takahashi  | Honda        | 14   |
| 8    | Alan Shepherd        | MZ           | 11   |
| 9    | Tommy Robb           | Honda        | 11   |
| 10   | László Szabó         | MZ           | 7    |
| 11   | Héctor Pochettino    | Bultaco      | 6    |
| 12   | Giuseppe Visenzi     | Honda        | 6    |
| 13   | Aldo Caldarella      | Bultaco      | 4    |
| 14   | Peter Inchley        | EMC          | 3    |
| =    | Alberto Gómez        | Zanella      | 3    |
| 16   | Mike Duff            | Bultaco / MZ | 3    |
| 17   | Francisco González   | Bultaco      | 2    |
| =    | John Grace           | Bultaco      | 2    |
| =    | Juan Carlos Salatino | Zanella      | 2    |
| 20   | Jean-Pierre Beltoise | Bultaco      | 1    |
| =    | Werner Musiol        | MZ           | 1    |
| =    | Gary Dickinson       | Honda        | 1    |
| =    | Stanislav Malina     | ČZ           | 1    |
| =    | Horacio Maffia       | Ducati       | 1    |
| =    | Mitsuo Itoh          | Suzuki       | 1    |

### 50cc[6]
| Pos. | Piloto               | Equipo   | Pts. |
| ---- | -------------------- | -------- | ---- |
| 1    | Hugh Anderson        | Suzuki   | 34   |
| 2    | Hans-Georg Anscheidt | Kreidler | 32   |
| 3    | Ernst Degner         | Suzuki   | 30   |
| 4    | Isao Morishita       | Suzuki   | 23   |
| 5    | Mitsuo Itoh          | Suzuki   | 20   |
| 6    | Michio Ichino        | Suzuki   | 14   |
| 7    | Alberto Pagani       | Kreidler | 9    |
| 8    | Luigi Taveri         | Honda    | 8    |
| 9    | José María Busquets  | Derbi    | 7    |
| 10   | Shunkishi Masuda     | Suzuki   | 4    |
| 11   | Raúl Kissling        | Kreidler | 3    |
| 12   | Jean-Pierre Beltoise | Kreidler | 3    |
| 13   | Karaber Samardjian   | Suzuki   | 2    |
| =    | Sadao Shimazaki      | Honda    | 2    |
| 15   | Juan García          | Ducson   | 1    |
| =    | Ian Plumridge        | Honda    | 1    |
| =    | Matti Salonen        | Prykija  | 1    |
| =    | Gastón Biscia        | Suzuki   | 1    |